# Natação nos Jogos Pan-Americanos de 1999 - 100 m peito masculino
O evento dos 100 m peito masculino nos Jogos Pan-Americanos de 1999 foi realizado em Winnipeg, Canadá, em 2 de agosto de 1999. O último campeão dos Jogos Pan-Americanos foi Seth Van Neerden, dos Estados Unidos.
Essa corrida consistiu em duas voltas em nado peito em piscina olímpica.

## Resultados
Todos os tempos estão em minutos e segundos.
| CHAVE: | q | Mais rápidos não-classificados | Q | Classificados | GR | Recorde dos jogos | NR | Recorde nacional | PB | Melhor marca pessoal | SB | Melhor marca na temporada |

### Eliminatórias
A primeira fase foi realizada em 2 de agosto.
| Posição | Nome             | Nação              | Tempo   | Notas |
| ------- | ---------------- | ------------------ | ------- | ----- |
| 1       | Ed Moses         | USA Estados Unidos | 1:01.26 | Q, GR |
| 2       | Jarrod Marrs     | CAN Canadá         | 1:02.52 | Q     |
| 3       | Morgan Knabe     | USA Estados Unidos | 1:02.61 | Q     |
| 4       | Marcelo Tomazini | BRA Brasil         | 1:04.04 | Q     |
| 5       | Mario González   | CUB Cuba           | 1:04.16 | Q     |
| 6       | Alfredo Jacobo   | MEX México         | 1:04.58 | Q     |
| 7       | Álvaro Fortuny   | GUA Guatemala      | 1:04.84 | Q     |
| 8       | Gunter Rodríguez | CUB Cuba           | 1:04.99 | Q     |

### Final B
A final B foi realizada em 2 de agosto.
| Posição | Nome            | Nação          | Tempo   | Notas |
| ------- | --------------- | -------------- | ------- | ----- |
| 9       | Jason Hunter    | CAN Canadá     | 1:04.38 |       |
| 10      | Iván Rodríguez  | PAN Panamá     | 1:04.52 |       |
| 11      | Arsenio López   | PUR Porto Rico | 1:05.09 |       |
| 12      | Alan Pessotti   | BRA Brasil     | 1:05.34 |       |
| 13      | Sergio Ferreyra | ARG Argentina  | 1:05.52 |       |
| 14      | José López      | MEX México     | 1:06.85 |       |
| 15      | Abraham Solano  | ECU Equador    | 1:07.26 |       |
| 16      | Jeremy Knowles  | BAH Bahamas    | 1:07.52 |       |

### Final A
A final A foi realizada em 2 de agosto.
| Posição          | Nome             | Nação              | Tempo   | Notas |
| ---------------- | ---------------- | ------------------ | ------- | ----- |
| Medalha de ouro  | Ed Moses         | USA Estados Unidos | 1:00.99 | GR    |
| Medalha de prata | Jarrod Marrs     | USA Estados Unidos | 1:02.11 |       |
| Medalha de prata | Morgan Knabe     | CAN Canadá         | 1:02.11 |       |
| 4                | Marcelo Tomazini | BRA Brasil         | 1:03.72 |       |
| 5                | Álvaro Fortuny   | GUA Guatemala      | 1:04.08 |       |
| 6                | Alfredo Jacobo   | MEX México         | 1:04.59 |       |
| 7                | Mario González   | CUB Cuba           | 1:04.66 |       |
| 8                | Gunter Rodríguez | CUB Cuba           | 1:05.18 |       |